# Duke-of-Edinburgh-Klasse
Die Duke-of-Edinburgh-Klasse war eine Klasse von zwei Panzerkreuzern der britischen Marine, die von 1906 bis 1919 in Dienst stand.

## Baugeschichte
Die Duke of Edinburgh und ihr Schwesterschiff stellten eine Weiterentwicklung der vorangegangenen Devonshire- und der Monmouth-Klasse dar. Diese Typen wurden von der britischen Admiralität als nicht mehr ausreichend bewaffnet und geschützt angesehen, um noch gemeinsam sinnvoll mit der Schlachtflotte operieren zu können. Dies war zugleich ein Zugeständnis an die nach 1900 aufkommende Diskussion über das all big gun one caliber battleship. Infolgedessen erhielten die Schiffe der Duke-of-Edinburgh-Klasse eine teilweise um bis zu 50 Prozent stärkere Panzerung (etwa an den Turmfrontseiten, wo die Panzerung auf 191 mm anwuchs) sowie Hauptgeschütze vom Kaliber 234 mm (die Panzerkreuzer der Devonshire- und der Monmouth-Klasse hatten nur Geschütze vom Kaliber 152 mm oder 191 mm). Zudem wurde die Höchstgeschwindigkeit leicht gesteigert und lag nun bei etwa 23 kn. Diese Verbesserungen ließen allerdings auch die maximale Wasserverdrängung der neuen Panzerkreuzer auf deutlich über 14.000 ts ansteigen. Unter der Regie von Sir Philip Watts (1846–1926), der von 1901 bis 1912 Director of Naval Construction der Royal Navy war und in dessen Ägide 1905 auch das revolutionäre Schlachtschiff Dreadnought entstand, wurden auch die Schiffe der Duke of Edinburgh-Klasse konstruiert und gebaut. Die Pläne für diese Panzerkreuzer waren teils vor den ersten Studien zum neuen all big gun one caliber battleship Dreadnought entstanden, womit diese Panzerkreuzer als die ersten von Philip Watts entworfenen Schiffe angesehen werden können.

## Einheiten
| Name              | Bauwerft                             | Kiellegung       | Stapellauf       | Indienststellung | Verbleib                                      |
| ----------------- | ------------------------------------ | ---------------- | ---------------- | ---------------- | --------------------------------------------- |
| Duke of Edinburgh | Pembroke Dockyard, Pembroke Dock     | 11. Februar 1903 | 14. Juni 1904    | 20. Januar 1906  | Streichung 1919 und 1921 zum Abbruch verkauft |
| Black Prince      | Thames Ironworks, Blackwall (London) | 3. Juni 1903     | 8. November 1904 | 17. März 1906    | Am 1. Juni 1916 (Skagerrakschlacht) versenkt  |

## Bewaffnung
Die Schiffe waren mit sechs 234-mm-L/47-Mk.-X-Schnellfeuerkanonen in Hexagonalaufstellung bewaffnet. Die Geschütze waren in Einzeltürmen untergebracht, wobei jeweils vier Kanonen gleichzeitig in einer Breitseite abgefeuert werden konnten. Sie konnten etwa 172 kg schwere Granaten über Distanzen von maximal etwa 14,1 km verschießen. Die Mittelartillerie bestand aus zehn 152-mm-L/50-Mk.-XI-Schnellfeuerkanonen in einzelnen Kasematten; je fünf Kasematten waren zu beiden Seiten des Rumpfes untergebracht. Diese Geschütze waren allerdings von relativ geringem Kampfwert, da das Kasemattendeck sehr tief lag und so die Reichweite dieser Kanonen erheblich eingeschränkt wurde; bei hohem Seegang waren die Geschütze fast gänzlich unbenutzbar. Zudem führte die Duke of Edinburgh zur Abwehr von Torpedobooten noch 22 leichte 47-mm-Geschütze des Typs Vickers Mk. II (3-Pfünder), die unterhalb der Brückenstruktur und nahe dem achteren Masten in je zwei größeren Gruppen aufgestellt waren, sowie drei starre und unterhalb der Wasserlinie eingebaute 457-mm-Torpedorohre mit sich.